# Flavio Biondo

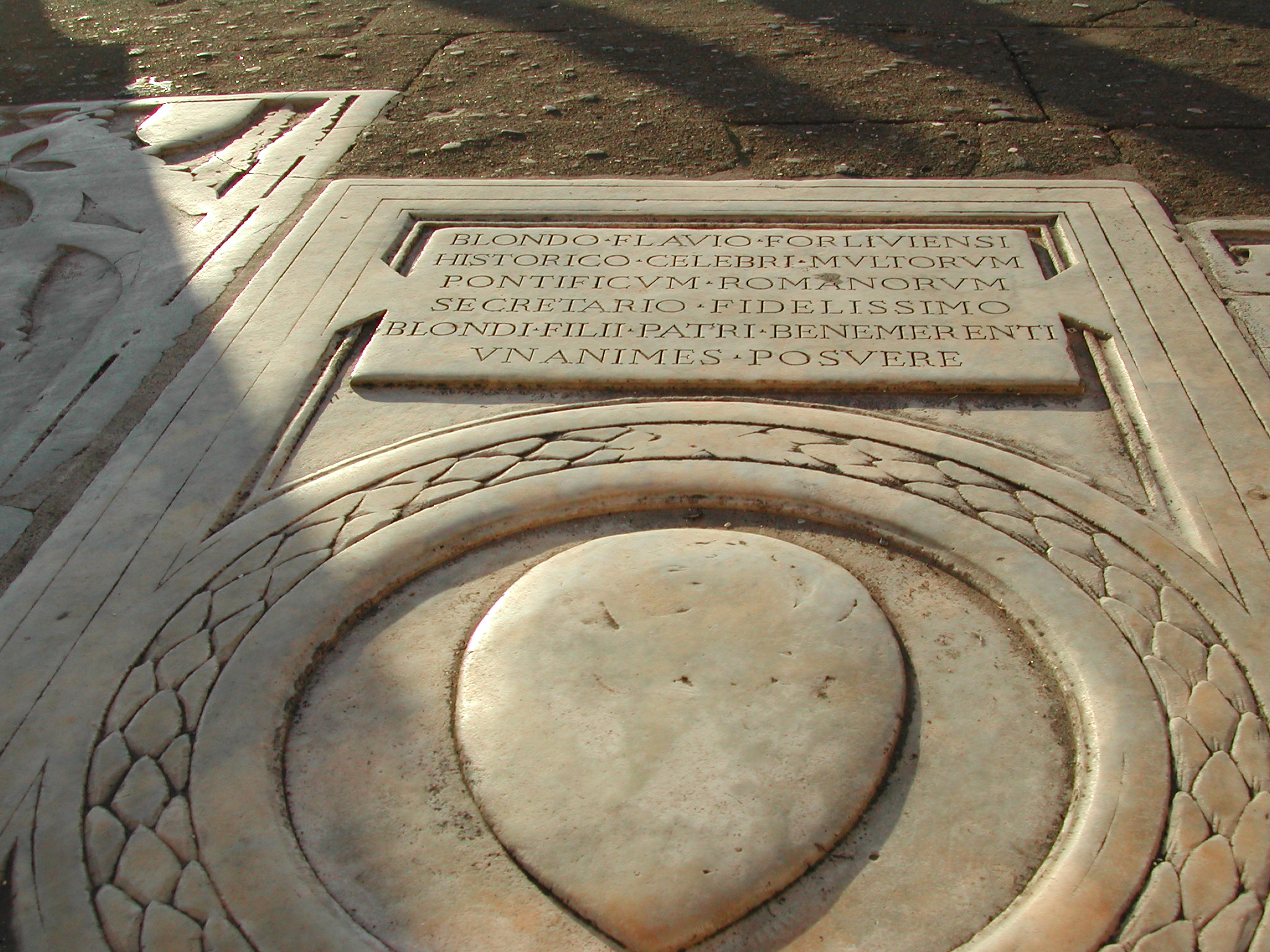
Flavio Biondos Grabplatte, Santa Maria in Aracoeli, Rom

Flavio Biondo (lateinisch Flavius Blondus; * 1392 in Forlì; † 4. Juni 1463 in Rom) war ein italienischer Humanist und Historiker. Er gilt als eigentlicher Begründer der archäologischen Wissenschaft und der antiquarischen Topographie.

## Leben
Biondo machte zunächst eine Ausbildung zum Notar in Cremona und studierte bei Giovanni Ballistario, ab 1410 war er in mehreren Kanzleien tätig. 1423 bis 1427 war er aus Forlì verbannt.
Er lebte zeitweilig in Mailand, wo er die einzige Handschrift von Ciceros Dialog „Brutus“  entdeckte und kopierte.
1432 ernannte Papst Eugen IV. Biondo zu seinem Kanzleisekretär in der päpstlichen Kanzlei. Biondo begleitete den Papst in sein Exil, war sein Sekretär in Ferrara und in Florenz und kehrte mit ihm nach Rom zurück. Nach dem Tod seines Dienstherrn blieb er in derselben Funktion bei den Nachfolgern Nikolaus V., Kalixt III. und Pius II.
Als großer Kenner der Altertümer wandte er sich mit besonderer Hingabe der Aufgabe des Sammelns der Materialien für seine historischen, antiquarischen und topographischen Arbeiten zu. Biondo war der Autor von drei Enzyklopädien, die die Grundlage aller folgenden Wörterbücher der römischen Archäologie und der Antiquitäten bildeten.
Wenn er nur mit Einschränkung auch Historiker genannt werden kann, so deshalb, weil er die Quellen und Überlieferungen ungeprüft übernahm, ohne durch Quellenkritik ihren Wahrheitsgehalt zu kontrollieren. Zudem fehlte ihm auch weitgehend ein Instrumentarium für ein historisch fundiertes Arbeiten.
Biondo verfuhr anders als Winckelmann, der für die moderne Klassische Archäologie wie auch für die Kunstgeschichte als wissenschaftliche Disziplin von außerordentlicher Bedeutung war. Winckelmann gewann seine Wertmaßstäbe aus ästhetischen Kategorien, die dem Zeitgeist der Aufklärung entsprachen, und näherte sich den klassischen Altertümern durch kunsthistorische Fragestellungen. Hingegen verfolgten Biondo, Poggio Bracciolini und andere Zeitgenossen die Erschließung und Erfassung sowohl noch vorhandener als auch bereits verlorener Reste der Antike mit antiquarischen Interessen.

## Schriften
Seine Arbeiten, die nach seinem Tod von seinen Söhnen redigiert wurden, umfassen:
- Italia Illustrata (1474)

eine detaillierte Beschreibung Italiens mit allen wichtigen Städten und Gemeinden
- Romæ Instauratæ Libri Tres (1482)

gewidmet Papst Eugen IV.; der erste Versuch einer topographischen Beschreibung Roms mit einer (fast) vollständigen Liste der christlichen Bauten
- Romæ Triumphantis Libri Decem (1482)

gewidmet Papst Pius II.; eine kulturhistorische Studie des antiken Roms
- Historiarum Ab Inclinatione Romanorum Imperii, Decades III, Libri XXXI (Venedig, 1483)

beschreibt die Geschichte Italiens vom Fall des römischen Reiches bis zu Biondos eigener Zeit (1440). Es sind davon drei Dekaden vollständig und das erste Buch der vierten überliefert.

## Ausgaben
- Edizione nazionale delle opere di Biondo Flavio. Istituto storico italiano per il medio evo, Rom 2008 ff. (kritische Edition)
  - Band 1: Blondus Flavius: De verbis Romanae locutionis, hrsg. von Fulvio Delle Donne, 2008, ISBN 978-88-89190-48-7
  - Band 2: Blondus Flavius: Borsus, hrsg. von Maria Agata Pincelli, 2009, ISBN 978-88-89190-62-3
  - Band 4/1: Blondus Flavius: Italia illustrata, hrsg. von Paolo Pontari, Teil 1, 2011, ISBN 978-88-89190-87-6
  - Band 4/2: Blondus Flavius: Italia illustrata, hrsg. von Paolo Pontari, Teil 2, 2014, ISBN 978-88-98079-18-6
- Catherine J. Castner (Hrsg.): Biondo Flavio’s Italia Illustrata. Global Academic Publishing, Binghamton (N.Y.) 2005–2010 (lateinischer Text, englische Übersetzung und Kommentar)
  - Band 1: Northern Italy. 2005, ISBN 978-1-58684-255-0
  - Band 2: Central and Southern Italy. 2010, ISBN 978-1-58684-278-9
- Jeffrey A. White (Hrsg.): Biondo Flavio: Italy Illuminated. Harvard University Press, Cambridge (Massachusetts) 2005 ff. (lateinischer Text und englische Übersetzung)
  - Band 1: Books I–IV, 2005, ISBN 0-674-01743-9
- Flavio Biondo: Rome in Triumph, Volume 1. Books I–II. (= The I Tatti Renaissance Library, 74.) Transl. by Frances Muecke. Ed. by M. A. Pincelli. Harvard University Press, Cambridge (Massachusetts) 2016.